# Tropico (cantante)
Tropico, pseudonimo di Davide Petrella (Napoli, 6 agosto 1985), è un cantautore italiano.
Nel corso della sua carriera ha scritto brani per numerosi artisti, tra cui Cesare Cremonini, Fabri Fibra, Elisa, Jovanotti, Emma Marrone, Luchè, Elodie, Alessandra Amoroso, Blanco, Francesca Michielin, Fedez, Mahmood, Rkomi, Coez, Marracash, The Kolors e Marco Mengoni venendo riconosciuto per i suoi progetti con un Marcel Bezençon Awards, un Premio "Giancarlo Bigazzi", una Targa Tenco e sei SIAE Music Awards.

## Biografia
Si avvicina alla musica da giovanissimo, scrivendo il suo primo brano a 11 anni.

### 2008-2016: Le Strisce e la carriera come autore
Inizia la carriera musicale nel gruppo napoletano Le Strisce. Il gruppo raggiunge la popolarità con Myspace, grazie al quale Petrella conobbe Cesare Cremonini. Nel 2008 pubblicano il loro primo EP Fare il cantante. Nel 2010 la band viene scelta tra i nove semifinalisti da cui, dopo le selezioni televisive a Domenica in, sarebbero stati proclamati i sei nomi dei partecipanti alla sezione Giovani del Festival di Sanremo 2011 insieme ai due vincitori di Area Sanremo. Il brano proposto dal gruppo era Vieni a vivere a Napoli, che non risulta tra quelli ammessi alla manifestazione.
Successivamente Petrella viene chiamato da Cremonini a collaborare alla scrittura delle canzoni di Logico iniziando la sua carriera come autore. Intanto con Le Strisce collaborerà fino al terzo album Hanno paura di guardarci dentro.

### 2017-2018: Il successo come autore eLitigare
Ha raggiunto la notorietà nazionale in Italia nel 2017, scrivendo il testo di singoli di successo come Vorrei ma non posto di Fedez e J-Ax, Pamplona di Fabri Fibra con cui ha raggiunto la prima posizione fra i brani più trasmessi in radio, Fenomenale di Gianna Nannini e Ogni istante di Elisa. Sempre nel 2017, dopo anni di attività dietro le quinte, ha deciso di esordire come solista firmando un contratto con Warner Music Italy pubblicando i singoli Einstein e Skyline.
Nel 2018 pubblica il suo album di debutto Litigare, composto da undici brani.

### 2019-2021: Il progetto Tropico eNon esiste amore a Napoli
L'anno successivo sancisce l'esordio sotto lo pseudonimo Tropico, in riferimento al romanzo Tropico del Cancro di Henry Miller; la prima pubblicazione è il singolo Non esiste amore a Napoli, seguito nello stesso anno da Doppler e nel 2020 da Contro (con CoCo) e Egotrip.
Nel 2021 esce l'album Non esiste amore a Napoli, anticipato dai singoli Carlito's Way (con produzione e musica di D-Ross e Startuffo), Piazza Garibaldi (con Franco126) e Geniale.

### 2022: il successo a Sanremo come autore
L'anno seguente a febbraio, durante il Festival di Sanremo 2022, vengono eseguiti i brani Ogni volta è così, O forse sei tu, Domenica e Miele di cui Tropico è coautore. Il 22 aprile 2022 pubblica il singolo Nuda sexy noia prodotto da Zef, Marz, D-Ross e Startuffo, mentre l'8 luglio esce il singolo Contrabbando in collaborazione con Cesare Cremonini e Fabri Fibra.

### 2023-2024: secondo e terzo Sanremo come autore eChiamami quando la magia finisce
A febbraio 2023 è coautore di due brani in gara al Festival di Sanremo, Due vite e Cenere, classificatisi rispettivamente al primo e al secondo posto. Il 29 settembre 2023 pubblica l'album Chiamami quando la magia finisce, anticipato dal singolo omonimo, da Che mme lassat' a fa e da Fantasie, altro singolo in collaborazione con Cremonini. L'8 dicembre 2023 pubblica il singolo Ubriachi di vita, presentato il giorno prima dell'inizio del suo Club tour 2023.
Durante il Festival di Sanremo 2024 è coautore dei brani Apnea, Un ragazzo una ragazza, Click boom!, e Casa mia.
Il 17 maggio 2024 pubblica il singolo Ammore pe na sera prima del tour estivo, mentre il 13 settembre successivo esce il singolo Gangsta Story in collaborazione con il produttore discografico Dat Boi Dee.
A novembre 2024 è stato l'autore più premiato per i brani Italodisco, Cenere e Due vite durante i SIAE Music Awards 2024.

### 2025-presente: quarto Sanremo come autore e nuovi singoli
Ad inizio 2025 è coautore dei brani Chiamo io chiami tu, Dimenticarsi alle 7, Damme 'na mano e Tu con chi fai l'amore durante il Festival di Sanremo. Successivamente pubblica i singoli Perché mi sono innamorato di te e Si nun me vuò bene cchiù.

## Discografia

### Da solista
- 2018 – Litigare (come Davide Petrella)
- 2021 – Non esiste amore a Napoli
- 2023 – Chiamami quando la magia finisce

### Con Le Strisce

#### Album in studio
- 2010 – Torna ricco e famoso
- 2011 – Pazzi e poeti
- 2014 – Hanno paura di guardarci dentro

## Riconoscimenti
- Eurovision Song Contest
  - 2023 – Marcel Bezençon Awards alla composizione musicale per Due vite
- Festival di Sanremo
  - 2022 – Premio "Giancarlo Bigazzi" alla miglior composizione musicale per O forse sei tu[29]
  - 2023 – Premio "Giancarlo Bigazzi" alla miglior composizione musicale per Due vite
- SIAE Music Awards
  - 2023 – Autore video streaming[30]
  - 2023 – Candidatura all'autore audio streaming
  - 2023 – Candidatura alla miglior canzone radio per La ragazza del futuro
  - 2023 – Candidatura alla miglior canzone radio per Litoranea
  - 2024 – Miglior canzone locali da ballo con musica live per Due vite[31]
  - 2024 – Miglior canzone radio per Italodisco
  - 2024 – Candidatura per la miglior canzone radio per Cenere
  - 2024 – Candidatura per la miglior canzone radio per Parafulmini
  - 2024 – Candidatura per la miglior canzone radio per Pazza musica
  - 2024 – Miglior canzone streaming per Cenere
  - 2024 – Candidatura alla miglior canzone streaming per Due vite
  - 2024 – Miglior canzone social per Due vite
  - 2024 – Candidatura alla miglior canzone social per Cenere

- Targa Tenco
  - 2022 – Migliore canzone per O forse sei tu[32]